# Réserve naturelle de Løvøya
La réserve naturelle de Løvøya  est une réserve naturelle norvégienne qui est située dans le municipalité de Horten, dans le comté de Vestfold.

## Description
La réserve naturelle de 0,081 km2 a été créée en 2006 et se situe sur le nord de l'île de Løvøya.
C'est une réserve naturelle avec une forêt de feuillus, des chênes creux, une paroi rocheuse escarpée, des insectes rares et en voie de disparition au niveau national et un oiseau de proie rare.
Løvøya est située au nord-ouest de la ville de Horten. La réserve naturelle a une grande variété de types d'habitats et d'espèces. Løvøya a une grande valeur de conservation en tant que site d'insectes, en particulier la forêt escarpée d'orme et de tilleul. Le gui parasite plusieurs des tilleuls de la région, et la flore de lichen est remplie de plusieurs espèces inhabituelles, telles que le Lobaria virens.